# Všeobecné a rovné volební právo v Předlitavsku

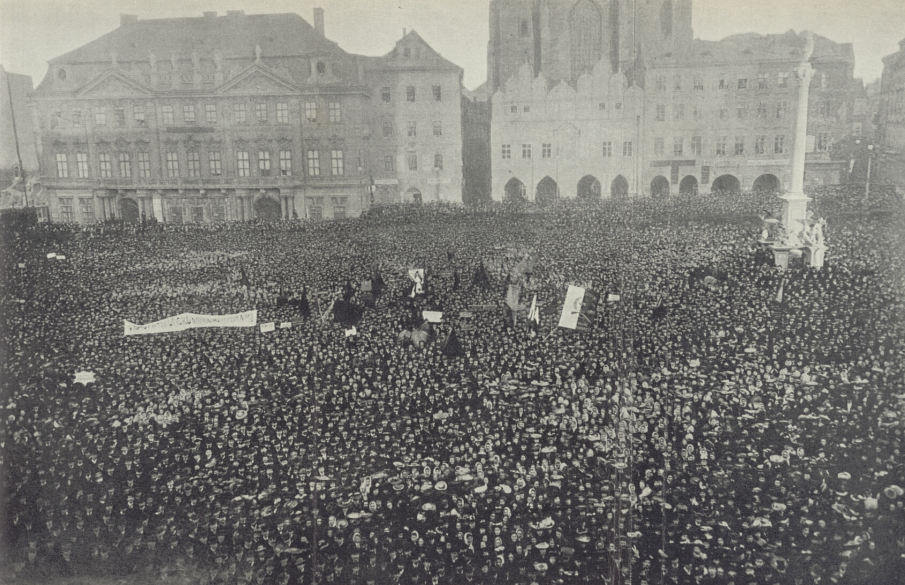
Tzv. tábor lidu - demonstrace za všeobecné volební právo 28. listopadu 1905 na Staroměstském náměstí v Praze

Všeobecné a rovné volební právo bylo v předlitavské části Rakouska-Uherska schváleno roku 1907. Reforma rušila ve volbách do Říšské rady kuriový systém. Poprvé se nové nastavení volebního systému uplatnilo ve volbách roku 1907.

## Dobové souvislosti a předchozí volební reformy
Od zavedení přímých voleb do Říšské rady tzv. dubnovou ústavou roku 1873 prošlo volební právo několika významnými reformami. Říšská rada měla po roce 1873 celkem 353 poslanců volených ve čtyřech kuriích (městské, venkovských obcí, velkostatkářské a obchodních a živnostenských komor). Volební právo omezoval volební cenzus, tedy minimální daňový odvod, poskytující volební právo.
Volební reforma z roku 1882, kterou realizovala vláda Eduarda Taaffeho snížila cenzus v kuriích městské a venkovských obcí a zvýšila počet oprávněných voličů o stovky tisíc osob. Beze změn ovšem ponechávala počet poslanců i rozdělení mandátů pro jednotlivé kurie. Na počátku 90. let 19. století disponovalo volebním právem v Předlitavsku 15 % mužského obyvatelstva.
Na počátku 90. let zesílilo hnutí za další a daleko radikálnější reformu volebního systému. Mladočeši roku 1893 navrhli zavedení všeobecného, rovného a přímého volebního práva a zrušení kurií. Podobné návrhy předkládali tehdy sociální demokraté. Nebyly ovšem přijaty, stejně jako návrh ministerského předsedy Eduarda Taaffeho z října 1893. Ten zamýšlel zvyšit počet oprávněných voličů z 15 na 34 % mužské populace a v kuriích městské a venkovských obcí zaváděl téměř všeobecné hlasovací právo. 247 z celkových 353 poslanců mělo být voleno tímto novým systémem. Návrh narazil na odpor i v koaličních stranách a vedl k pádu Taaffeho vlády. Volební reforma tak byla o několik let odsunuta.
Až roku 1896 byla přijata Badeniho volební reforma. Na rozdíl od Taaffeho návrhu z roku 1893 se nijak neměnil volební cenzus v stávajících kuriích, ale ke čtyřem dosavadním kuriím přibyla pátá, nazvaná všeobecná s 72 mandáty, ve které se volilo na základně všeobecného a rovného volebního práva pro muže. Počet poslanců se tak zvýšil na 425. 7. května 1896 proběhlo v Poslanecké sněmovně závěrečné hlasování a reforma prošla poměrem 234 : 19 hlasů. Ještě během května ji odsouhlasila i Panská sněmovna a 14. června 1896 potvrdil císař František Josef I. Volební právo ve všeobecné kurii získali všichni muži nad 24 let věku, což byla hranice plnoletosti (přetrvala až do rozpadu Rakouska-Uherska). Počet oprávněných voličů v Předlitavsku se zvýšil z 1 732 257 osob na 5 333 431 osob. Zvláštní zákon z 5. prosince 1896 pak ještě provedl změnu v stávajících kuriích městské a venkovských obcí, kde byl volební cenzus snížen z 5 zlatých na 4 zlaté (tedy 8 rakousko-uherských korun). Nová úprava se poprvé uplatnila ve volby do Říšské rady roku 1897 a znovu ve volby do Říšské rady roku 1901.

## Zavedení všeobecného a rovného volebního práva v Předlitavsku

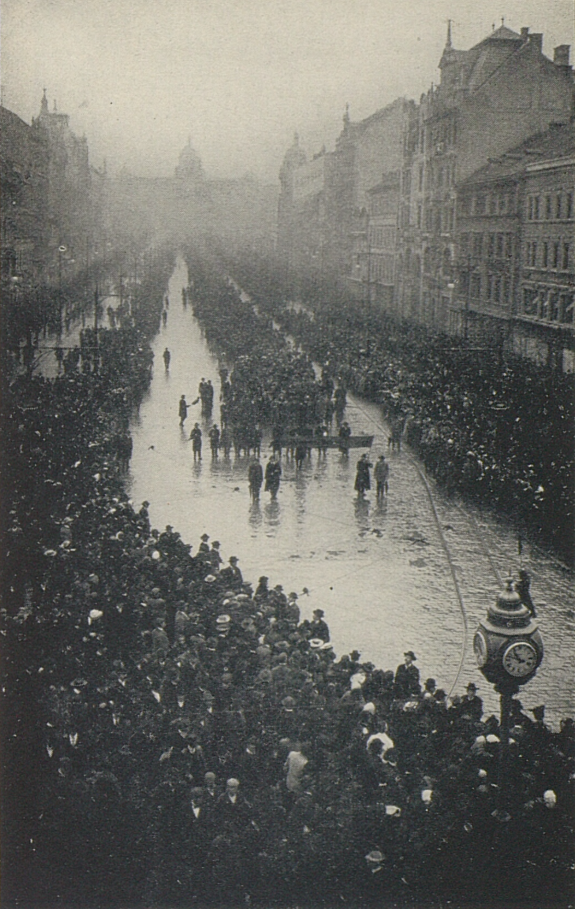
Průvod demonstrace za všeobecné právo hlasovací 10. října 1905 na Václavském náměstí v Praze

Ruská revoluce roku 1905 zesílila v Evropě aktivitu dělnických, sociálně demokratických stran. V Předlitavsku se velkým tématem rakouské sociální demokracie stalo prosazování všeobecného a rovného hlasovacího práva. V září 1905 vydalo předsednictvo strany výzvu k masovému hnutí za jeho prosazení. Na podzim toho roku se v Předlitavsku konaly početné dělnické demonstrace, které vrcholily v listopadu 1905. 28. listopadu proběhla generální stávky za účasti 300 000 demonstrantů ve Vídni a více než 100 000 osob v Praze. Předseda vlády Paul Gautsch reagoval příslibem, že v následujícím roce budou návrhy na volební reformu předloženy Říšské radě.
Projekt volební reformy vláda předložila parlamentu 23. února 1906. Už tehdy obsahoval základní rysy, které byly zachovány i ve výsledném znění, tedy zrušení kurií, všeobecné a rovné volební právo pro muže od 24 let. Návrh byl přidělen volebnímu výboru, kde se projednával až do podzimu 1906. Zde byly dolaďovány otázky celkového počtu poslanců a vymezení jednotlivých volebních obvodů. Finální schválení souboru ústavních zákonů proběhlo v prosinci 1906 a lednu 1907 (císař je podepsal 26. ledna 1907) za vlády Maxe Becka. Poslanecká sněmovna Říšské rady měla 516 poslanců volených v jednomandátových obvodech dvoukolovým systémem. Panská sněmovna coby horní komora zůstávala nadále nevolená, ale počet jejích členů byl omezen nepřekročitelným stropem.
Reforma byla obsažena ve čtyřech nových říšských zákonech:
- Zákon 15/1907 Říšského zákoníku stanovil nově počet poslanců na 516 a definoval volební právo pro všechny muže starší 24 let s podmínkou, že musí být občany Předlitavska a být nejméně rok usedlí ve volebním okrsku. Pasivní volební právo bylo stanoveno na 30 let a zákon výslovně stanovil, že v případě rezignace na mandát nebo úmrtí se mají konat doplňovací volby za stejných podmínek.
- Zákon 16/1907 Říšského zákoníku stanovil počet členů horní komory parlamentu (Panská sněmovna) na minimálně 150 a maximálně 170. Tato komora byl nadále jmenována, tudíž se jí vlastní volby netýkaly
- Zákon 17/1907 Říšského zákoníku definoval podrobně volební obvod, průběh a organizaci voleb, volební způsobilost
- Zákon 18/1907 Říšského zákoníku stanovil tresty pro narušitele voleb

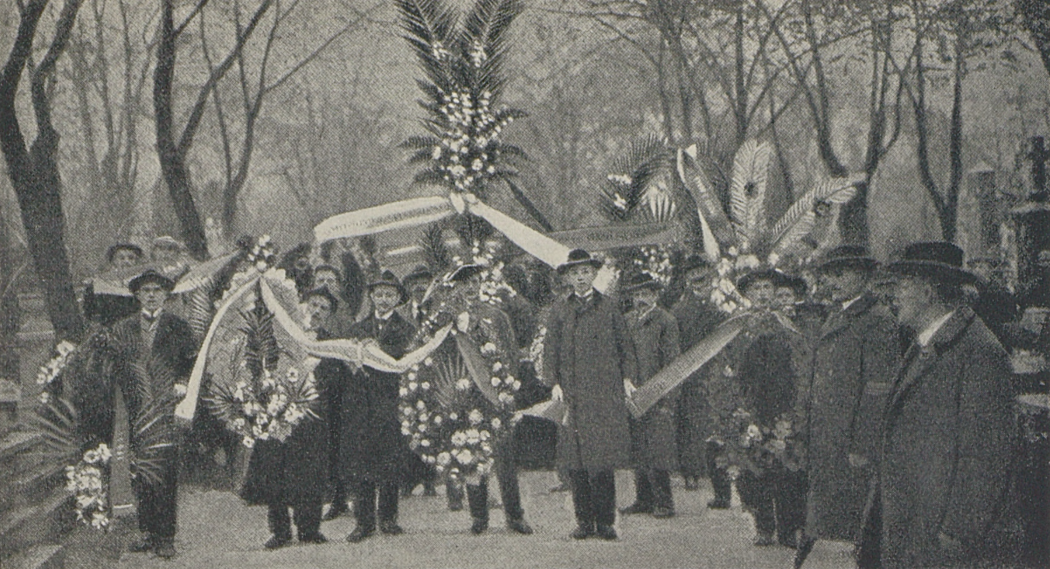
Pohřeb Jana Hubače zastřeleného na pražské demonstraci 5. listopadu 1905 o tři dny později, Olšanské hřbitovy

Základní principy volební reformy obsahoval zákon 15/1907 z 26. ledna 1907 (Gesetz vom 26. Jänner 1907, betreffend die Wahl der Mitglieder des Abgeordnetenhauses des  Reichsrates). Jeho přílohou byl přesný seznam volebních obvodů. Rovnost volebního práva byla ovšem mírně zdeformována rozložením volebních obvodů. V různých regionech monarchie totiž na jeden poslanecký mandát připadaly rozdílné počty voličů. Na jednoho poslance v etnicky německých nebo italských obvodech to bylo cca 40 000 obyvatel, u polských obvodů cca 50 000, u českých 55 000 a u ukrajinských okolo 100 000 obyvatel. K dalšímu zkreslení přispěla volební geometrie. Fakticky totiž bylo ponecháno původní dělení z dob kuriového systému na městské a venkovské obvody. Větší města tak netvořila jeden obvod se svým venkovským zázemím. Celkově se nastavením volebních obvodů utvořila v Říšské radě potenciální rovnováha mezi německo-italským a slovanským blokem.
Poprvé se nové nastavení volebního systému uplatnilo ve volbách roku 1907. V nich výrazně uspěly zejména strany sociálně demokratické, agrární i klerikální, které získaly podporu mezi vrstvami obyvatelstva, které nově nabyly volebního práva. Volební reforma vedla i k změnám uvnitř stran. Z hlediska národnostního bylo roku 1907 zvoleno do Říšské rady 232 Němců, 108 Čechů, 79 Poláků, 32 Ukrajinců, 24 Slovinců, 19 Italů, 13 Srbů a Chorvatů, 5 Rumunů a 4 národní Židé.